# سید غریب (عراق)
سید غریب یک منطقهٔ مسکونی در عراق است که در استان صلاح الدین واقع شده‌است.